# Gutalagen
Gutalagen es un códice de leyes del siglo XIII de la isla de Gotland, Suecia escrito en gútnico antiguo, un dialecto del nórdico antiguo; oficialmente en uso hasta 1595 pero siguió como referente práctico hasta 1645.
Se estima el origen del libro hacia el año 1220 y, al margen de leyes, contiene un libro de sagas conocido por Gutasaga.